# Верхний Тюкунь
Верхний Тюкунь (баш. Үрге Төкөн) — деревня в Кармаскалинском районе Республики Башкортостан Российской Федерации. Входит в состав Камышлинского сельсовета.

## География

### Географическое положение
Расстояние до:
- районного центра (Кармаскалы): 29 км,
- центра сельсовета (Камышлинка): 7 км,
- ближайшей ж/д станции (Тюкунь): 2 км.

## Население
| 2002 | 2009 | 2010 |
| ---- | ---- | ---- |
| 308  | ↘229 | ↗240 |

Национальный состав
Согласно переписи 2002 года, преобладающая национальность — башкиры (94 %).

## Религия
В деревне есть мечеть.